# Leszek Raźniewski
Leszek Raźniewski – polski działacz oświatowy, działacz na rzecz dzieci, żołnierz zawodowy.

## Życiorys
Przez trzydzieści lat służył w Wojsku Polskim jako żołnierz zawodowy. Współpracował wówczas m.in. z Domem Dziecka w Trzciance, organizując imprezy sportowo-rekreacyjne oraz pomoc finansową i żywnościową, jak również w zakresie usamodzielnienia (książeczki mieszkaniowe). Od 1987 do 1992 był wicedyrektorem wydziału oświaty i wychowania w Pile. Współorganizował akcję Stop. Dziecko na drodze. Od 1992 do 2006 był dyrektorem Zakładu Doskonalenia Zawodowego w Pile. Od 1987 był prezesem zarządu wojewódzkiego (potem okręgowego) Towarzystwa Przyjaciół Dzieci w Pile. Przez dwie kadencje był członkiem zarządu głównego tej organizacji. Dwa razy przewodniczył obradom Krajowego Zjazdu TPD.

## Odznaczenia
Otrzymał następujące odznaczenia i wyróżnienia:
- Złoty Krzyż Zasługi,
- Medal Komisji Edukacji Narodowej,
- Medal im. dr Jordana,
- Złota Odznaka Zasłużony Działacz TPD,
- Specjalna Odznaka Przyjaciel Dziecka
- Medal za wybitne zasługi dla oświaty województwa pilskiego,
- Odznakę Honorową MEN "Za Zasługi dla Oświaty",
- Odznakę Za Zasługi dla Miasta Piły i Województwa Pilskiego[1].